# Gele pieper
De gele pieper (Anthus chii, synoniem Anthus lutescens) is een soort zangvogel uit de familie piepers en kwikstaarten van het geslacht Anthus.

## Verspreiding en leefgebied
Deze soort telt twee ondersoorten:
- A. c. parvus: westelijk Panama en noordoostelijk Colombia en de Guyana's.
- A. c. chii: noordoostelijk Brazilië tot Argentinië en oostelijk Bolivia.